# 梅氏臀斑毛鼻鯰
梅氏臀斑毛鼻鯰，為輻鰭魚綱鯰形目毛鼻鯰科的其中一種。分布於南美洲委內瑞拉奧里諾科河下游流域，體長可達2公分，棲息在底層水域，生活習性不明。